# Елитна приватна економска школа и гимназија (Нови Сад)
Елитна приватна економска школа и гимназија једна је од средњих школа у Новом Саду. Налази се у улици Доситејева 10.

## Историјат
Елитна приватна економска школа и гимназија је започела са радом као прва приватна средња стручна школа у Србији под називом „Прва приватна економско–трговинска школа” са седиштем у Србобрану. Основана је 3. јуна 2002. решењем Министарства просвете бр. 022–05–139–2001. Оснивачи и власници школе су Милан Ђисалов и Живојин Станковић који је у наредних осам година био и директор школе. Школа је почела са радом 1. септембра 2002. уписом једног одељења економских техничара и једног одељења царинских техничара са укупно шездесет ученика. У следеће две године наставу је похађало 110 ученика у поподневној смени у згради гимназије. Одлуком Управног одбора Елитне приватне економске школе и гимназије у новембру 2012. је за директора именован Слободан Ђисалов који се и данас налази на тој позицији. Године 2015. је школа добила нову адресу у центру града, у улици Доситејева 10. Садржи учионице и кабинете опремљене модерним наставним средствима и библиотеку са лектирама, стручном литературом, белетристиком, некњижевном грађом, видео и аудио касетама и ЦД издањима. Од образовних профила трећег степена садрже: Трговац, Кувар, Конобар и Посластичар, од четвртог степена: Електротехничар информационих технологија, Туристички техничар, Економски техничар, Кулинарски техничар, Правни техничар, Царински техничар, Финансијски техничар и Трговински техничар и од петог степена Трговачки менаџер, Пословни секретар, Контролор у банкарству, Туристички организатор, Кувар специјалиста, Конобар специјалиста и Посластичар специјалиста.